# Осорио, Хувенсио
Хуве́нсио Осо́рио Мальдона́до (исп. Juvencio Osorio Maldonado; 1 июня 1950, Асунсьон — 10 марта 2023, Асунсьон) — парагвайский футболист, играл на позиции центрального полузащитника. Чемпион Южной Америки (1979).

## Биография

### Игровая карьера
Осорио в течение семи сезонов играл за «Серро Портеньо», в составе которого выиграл четыре чемпионских титула, в том числе и 3 подряд, которые были завоёваны с 1972 по 1974 год. Затем он уехал в Испанию, где в течение четырёх сезонов играл за «Эспаньол».
Из Испании вернулся в «Серро Портеньо», где играл 6 сезонов, завершив карьеру в этом же клубе.
В составе сборной Парагвая играл на Кубке Америки 1979 года, на котором парагвайцы выиграли золотые медали.

### Смерть
Скончался 10 марта 2023 года в возрасте 72 лет.

## Достижения
«Серро Портеньо»
- Чемпион Парагвая (4): 1970, 1972, 1973, 1974

 Парагвай
- Чемпион Южной Америки (1): 1979